# B-24轟炸機
B-24「解放者」式轟炸機（英語：B-24 Liberator）是美國於第二次世界大戰投入使用的一種重型轟炸機，由團結飛機公司（Consolidated Aircraft）研製，其設計特色是導入戴維斯翼型，使飛機具備較快的巡航速度、更遠的航程、較大的酬載。B-24在戰時活躍於西線、中缅印战区和太平洋戰場，其參加的戰鬥甚至比有名的B-17空中堡壘式轟炸機更多。與同時代轟炸機相較，B-24帳面性能好，但飛行控制不易、低速飛行表現不好、且最大升限較低，機體耐損也不如B-17。儘管飛行機組員比較信任B-17，但高層較偏好B-24，所以在二戰時兩種機型都進行量產。而B-24也是目前記錄中二战產量最多的四引擎轟炸機。
在第二次世界大戰結束後，B-29超級堡壘轟炸機替換掉所有的四引擎轟炸機，而B-24轉用為海上巡邏機服役至1960年代初，在1950年代開始被使用渦輪軸發動機的新式海上巡邏機給取代。

## 研發簡史
1930年代的美國陸軍航空隊已擁有波音廠的B-17等轟炸機，在1938年，美國陸航提出一個構想，要求波音授權其它飛機公司生產B-17。團結飛機公司的高級主管趁這機會參觀了波音位於西雅圖的轟炸機工廠，但回公司後，他們決定向陸軍提交更新穎的設計，公司內部代號32型（Model 32）。
32型結合了戴維斯翼型，與團結飛機31型飛艇的雙垂直尾翼設計，搭配在新設計的機身上。新機身具備兩組在B-17轟炸機上配備的炸彈艙，因此理想上32型可以有B-17的雙倍載彈量。
1939年1月，美國陸軍航空隊依循C-212規範邀請團結公司提出一款轟炸機研究設計，該規範的援引來源為美國陸軍航空隊機密研發項目：洲際轟炸機開發案，「A計畫」。新轟炸機要比B-17載彈量更大、航程更遠；由於是邀請，也沒有競爭廠商，等於32型機直接出線。
1939年3月，美國陸軍航空隊和團結飛機簽訂打造XB-24轟炸機的合約，要求團結公司在年底前要製造出新型轟炸機；由於戰爭一觸即發，在B-24尚打造中的同時訂單已經敲定，包括美國下訂36架、英國下訂164架、法國下訂120架，在法國投降後它們的訂單被英國承接；而「解放者」這個名稱也是由英國人提供，最後成為美軍共用的暱稱。同年12月29日，XB-24出廠。和B-17相比，XB-24的機翼翼展較寬了6英尺（1.8公尺），但機翼總面積較少了25%；且XB-24使用的14汽缸發動機出力較9缸更強，炸彈艙可裝載8,000磅（3,632公斤）的彈藥，在1939年時XB-24創下最大起飛重量。
XB-24在測試時也找到部分缺陷，主要問題是飛機無法達到規範的極速。按合約XB-24極速是每小時311英里（500.5公里），但實際飛行數據只有273英里（439.3公里），為了改善飛行性能，XB-24的引擎從使用機械增壓的R-1830-33更換為使用渦輪增壓器的R-1830-41讓原先用於增壓輸出的動力提供給螺旋槳推進使用，除此之外也加寬尾翼，全靜壓系統裝設位置從機翼挪動至機鼻，改良後的原型機代號XB-24B，後來以B-24C的制式編號量產。
B-24完成後，為美國第八航空隊測試B-24的飛行員為共和航空的試飛員林德爾·亨德里克斯（Lindell Hendrix）。他的測試經驗表示相較B-17他更喜歡B-24，B-24在他測試後的基本轟炸戰術是可攜帶8,000磅（3,632公斤）炸彈，在25,000英尺（7,600公尺）飛行。這個參數比B-17標準飛行高度低了3-4000英尺，但是可以比B-17飛行速度快上10-15英里，但同時也更容易被德軍高射炮給捕捉攻擊。
在第二次世界大戰期間總共有5間飛機工廠生產了18,482架解放者，總產量為各種美國轟炸機之冠，其中由福特汽車公司代工的解放者有4,600多架。量產廠包括了團結飛機公司聖地牙哥工廠、德克薩斯州沃斯堡工廠（為了量產解放者式開闢的新工廠），福特公司在密西根州伊普西蘭蒂柳樹大道、奧克拉荷馬州土爾薩（後轉租給道格拉斯飛機公司管理營運）、貝爾飛機公司在喬治亞州瑪麗埃塔。其中最為知名的莫過於福特公司在柳樹大道的B-24工廠，該廠量產線在1944年全盛期可以在59分鐘製造出1架B-24，其員工為9小時工制、每日兩班，因此每個月可以生產650架B-24。
由於量產廠過多，因此在戰爭中期的解放者式機隊也受到各廠的零附件有些微不相同給困擾，但到1944年夏天團結公司關閉沃斯堡產線、道格拉斯的土爾薩產線也被關閉，簡化產線後也舒緩了後勤壓力。

## 設計

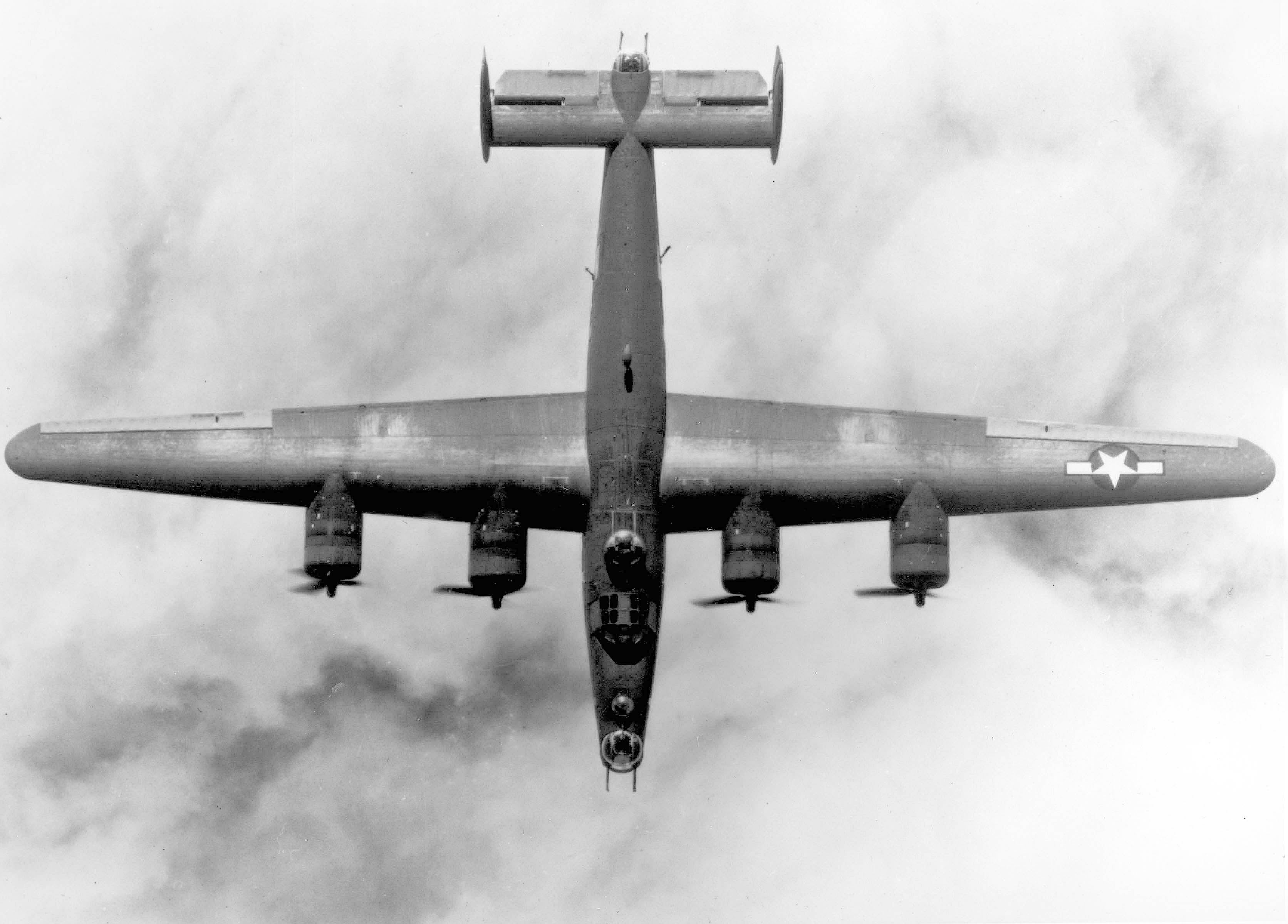
一架典型的B-24

B-24要在其機身裝載兩個共可裝載3,600公斤的炸彈艙，而令它設計有著大而闊的機身，遠看甚至有點像飛艇，因此又被稱為「飛行篷車」。其炸彈艙被翼樑分成前後兩部份，其間有利用機體結構形成的通道連接，炸彈艙門並非一塊向下打開的堅固鋁板而是薄薄的鋁片，投彈前會像拉開窗簾布般拉起，降低投彈時會增加的空氣阻力，保持投彈狀態下仍有高速飛行的能力。
B-24使用戴維斯翼型的主翼為了令機身有著最大結構強度而採用高肩翼，理論上戴維斯翼型具有很優秀的空氣動力效率（低阻力、高升力）與更好的燃油效率，更適合高速與長距離飛行需求。且機翼剖面較其它翼型更厚，可以獲得裝載更多燃料的空間。但是當時設計師未能了解在高空或惡劣環境飛行時戴維斯翼型有容易結冰的先天劣勢，這會讓機翼升力下降，進而讓飛行控制更加困難。至於其尾翼採用H字形橢圓翼設計，雖然在量產初飛機設計師已經了解到可以用單片大面積的垂直尾翼提升控制品質，但「單尾翼」版B-24在量產壓力下並未被採用，僅有美國海軍在戰後的版本才接受這個方案。
B-24的發動機整流罩是直接從PBY卡特琳娜水上飛機轉用，驅動三葉片的可變螺矩螺旋槳。
B-24本身的航程已比B-17遠322公里，其前部炸彈艙也可以用來載燃料，這比同樣用炸彈艙載燃料的B-17多966公里，而B-17這樣已經滿載但B-24還可以在後部炸彈艙載炸彈，因此B-24比B-17更能適合作為長程轟炸機。
B-24的原型機並無裝甲和自封式油箱，這要到實戰型才加裝，但總的來說，B-24的裝甲防護比B-17要差，和B-17以至其他同時代的飛機不同的是，B-24採用前三點式起落架，因此即使停在地面時，B-24仍然是水平的而非斜向後方。
B-24的飛行性能不算好，速度慢而且操縱不靈活，由於燃料管道設計的問題，在其機翼中段的燃料箱中的燃料會漸漸沿著燃料管道流到炸彈艙而有可能引致火災，而其高肩翼設計令其一旦在地面上墜毀時機身會被機翼的重量壓碎，而當在海上墜毀，其炸彈艙門的薄鋁片會被首先撞破，然後整架B-24就會像被撞破船底的船般很快沉沒，再加上B-24的乘員緊急逃生設備設計不妥，令B-24的乘員死亡率高於B-17。

## 主要型號

### 陸軍型
XB-24

英國皇家空軍的B-24A轟炸機

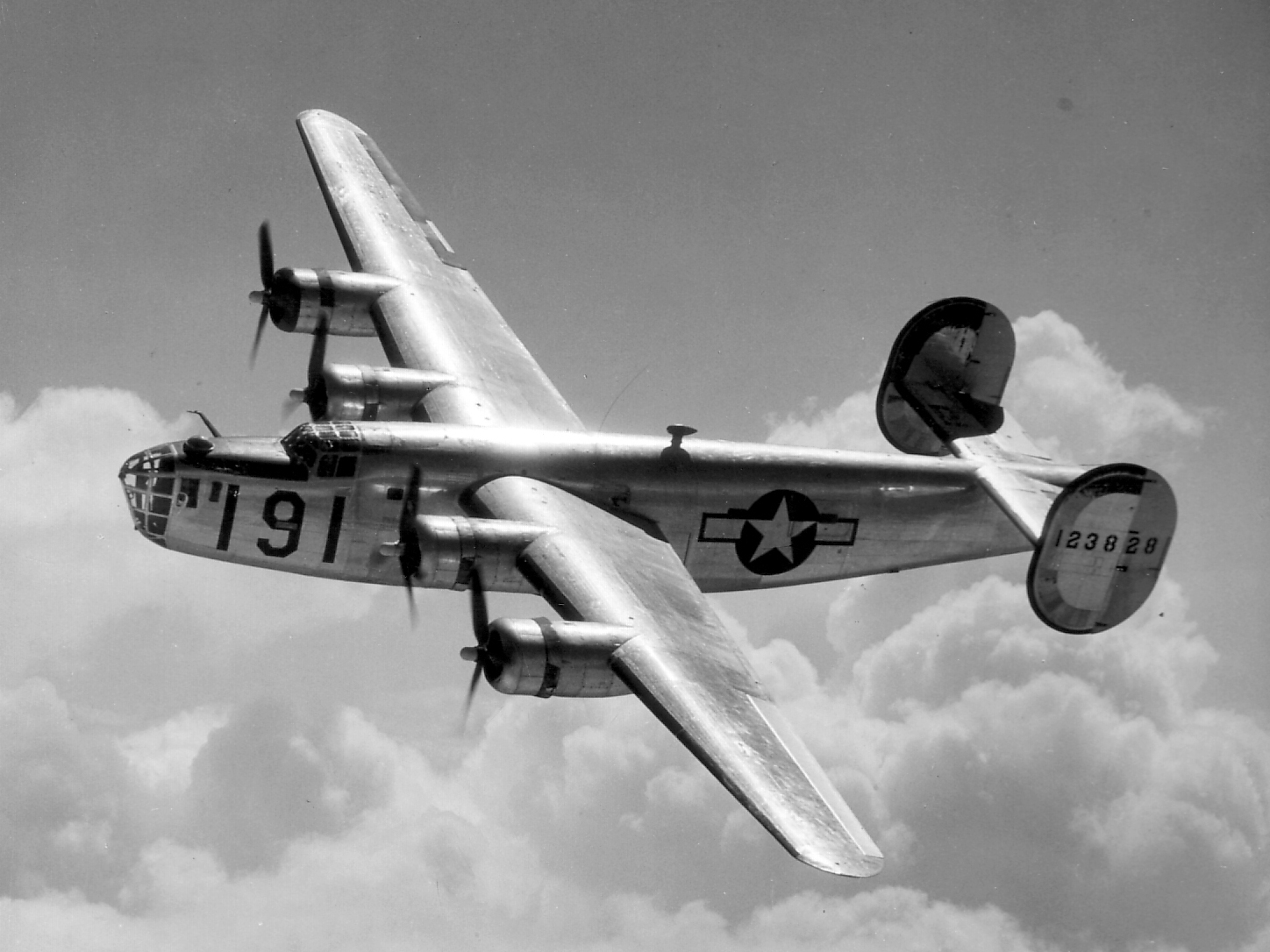
美國陸軍航空隊的B-24D

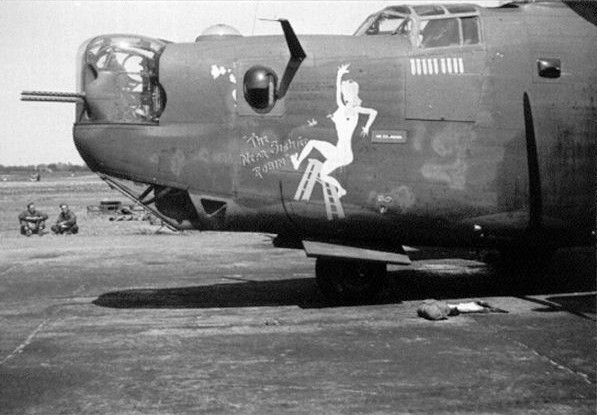
加裝槍塔的B-24H機頭

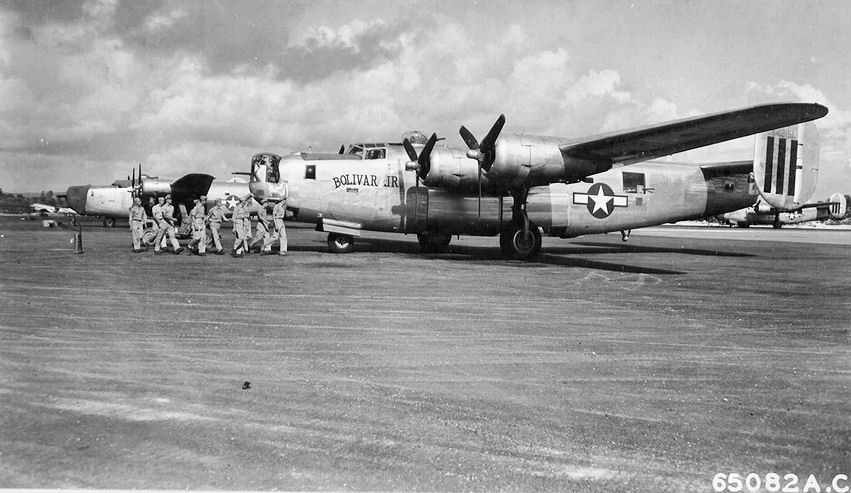
注意在B-24M機頭開有觀察窗

B-24的原型機，1939年3月30日美國陸軍航空隊訂購，1939年12月29日首飛。動力為機械增壓的普惠R-1830-33發動機（起飛輸出功率1,200匹馬力，14,500英呎高度時1,000匹馬力），可攜帶8枚1,000磅炸彈，機身防禦配備3挺12.7公厘重機槍、4挺7.62公厘機槍。後來改造為XB-24B。
YB-24
B-24的另一種原型機，以LB-30A的代號售至英國。其與XB-24不同之處是在機翼前緣、水平尾翼和垂直尾皆加上氣動式除冰裝置，YB-24有6架出售，1架（40-702）留作測試機。
B-24A／LB-30B
1939年訂購，早期量產型的B-24，由於歐洲國家急需長程轟炸機，在飛機尚未出廠前即下訂，因此有相當多筆的訂單是寫訂購B-24A，但實際生產數與訂購數差距頗大，大部分的訂單額度都被轉移給後續型號。B-24A與原型機的差別主要是改善了空氣動力構造，提升性能。量產的B-24A只有29架，9架撥交美軍陸航運輸司令部作為運輸機運用，20架移交給英國皇家空軍。代號LB-30B。
解放者MKII／LB-30
接受英軍要求規格製造，第一款投入作戰使用的解放者式轟炸機，英國訂購165架。機鼻增長3英尺（91.4公分），機身拉長、尾翼尺寸增加、加裝機體裝甲與自封油箱，整體性能接近於美國的B-24C。除了1架在美國飛行測試損失的LB-30曾配置武器外，絕大部分LB-30服役期間都是無配備武裝的狀態，作為運輸機與海上巡邏機運用。隨著美國在1941年底宣戰，這批解放軍式有75架被美國軍方徵用。
美軍徵用的LB-30將其恢復武裝，機鼻、機身兩側共裝設了4挺12.7mm機槍，機尾機槍則是以4連裝英國.303機槍，防禦砲塔則是沿用12.7mm機槍。被美國徵用的LB-30有15架被佈署到西南太平洋、3架佈署在阿拉斯加、17架裝備了ASV雷達配備在巴拿馬運河、6架因各種原因損失。有23架被徵用的LB-30在1943年交還給英國。
XB-24B
由於XB-24性能不足，團結飛機公司將該架原型機改造提升性能。引擎更換為與渦輪增壓器搭配之R-1830-41，發動機整流罩也因應加裝的增壓器而換用橢圓形構型。經過改造的XB-24B極速提高了37浬（60公里）。
在測試結束後，XB-24B被改造為Consairway公司所屬的豪華客機。除了在機身上切割出窗戶，還在飛機上裝設臥舖、廚房、冰箱等。
B-24C
結合了XB-24B發動機與LB-30機身設計的混合型號。機背增加一座使用2管12.7公厘機槍的馬丁公司電動砲塔，改良了尾部機砲團結A-6防禦砲塔的設計，機體序號沿襲B-24A，但只生產了9架。
B-24D
第一款大規模量產的B-24子型號，1940年至1942年訂購，總產量2,696架（2,381架團結公司聖地牙哥廠、305架團結飛機公司沃斯堡廠、10架道格拉斯飛機公司於奧克拉荷馬州塔爾薩分廠製造）。D型更換了出力改善的R-1830-43引擎，並在機腹加裝班迪克斯公司開發的遙控炮塔，這個武裝並預定在B-17E轟炸機與B-25轟炸機早期型上安裝，但實際運用評價不佳，因此在第287架後停止使用，恢復既往的單管式機腹防禦機槍設計。後續量產型使用了史佩里公司開發的A-13炮塔，該炮塔可伸縮，配備2挺12.7公厘機槍。後期型B-24為了強化前方防禦火力，因此在機鼻機頭正面與兩側的玻璃窗位置加裝防禦機槍。
B-24E
由福特汽車公司代工生產的B-24，總產量801架。雖然是以D型設計為基礎，但是引擎換用了R-1830-65發動機，沿用了最初的單管式機腹防禦機槍設計。此構型全留在美國本土作為訓練運用。
XB-24F
由B-24D改造，為新式除冰系統的試驗機但該除冰系统也没有被正式採用。
B-24G
北美航空公司達拉斯廠在1942年代工生產的B-24D，產製25架。使用了後期型B-24D的機鼻火力設計，包括史佩里電動炮塔與3挺防禦機槍。
B-24H
福特公司量產，總產量3,100架。由於被暱稱為「溫室」的機鼻舷窗設計不適合火力發揚，被認定為被攻擊的重點。B-24H更換由愛默生公司開發的A-15電動炮塔強化前向防禦火力，該防禦炮塔有2挺12.7mm機槍，此外機身也進行了50多項的設計更改，由於機鼻增裝炮塔，轟炸員操作室也重新設計，轟炸瞄準儀的觀景窗也更換為視野更好的三片式玻璃設計。尾部槍塔也更換為視野更好的馬丁A-3炮塔。側面槍塔也改以玻璃包覆。
B-24J
總產量6,678架，五間公司皆有生產。配備R-1830-65引擎與通用通力B-22渦輪增壓器，機體設計大致上沿襲B-24H。

由於艾默生炮塔缺貨，由團結公司液壓動力的團結A-6炮塔替換，自動駕駛儀更換為C-1型、轟炸瞄準儀更換為M-1型，所有經過更換自動駕駛儀與轟炸瞄準儀的H型也會編為J型。
B-24L
減重型的B-24J，機腹的史佩里炮塔拆除以環形槍架取代，機尾的團結A-6B炮塔由M-6A取代，其重量比B-24J減了454公斤。
B-24M
最後一種量產型的B-24，採用了一個較輕的機頭槍塔和在機頭兩側加上觀察窗，由於在生產期間二次大戰已經結束，而美國又已經裝備了B-29轟炸機，因此很多B-24M一出廠就要拆毀，很多都成為剩餘物資軍援其他國家，當中包括中華民國。
B-24N
和海軍的PB4Y-2一樣採用單垂直尾翼，但產量不多。

### 海軍型

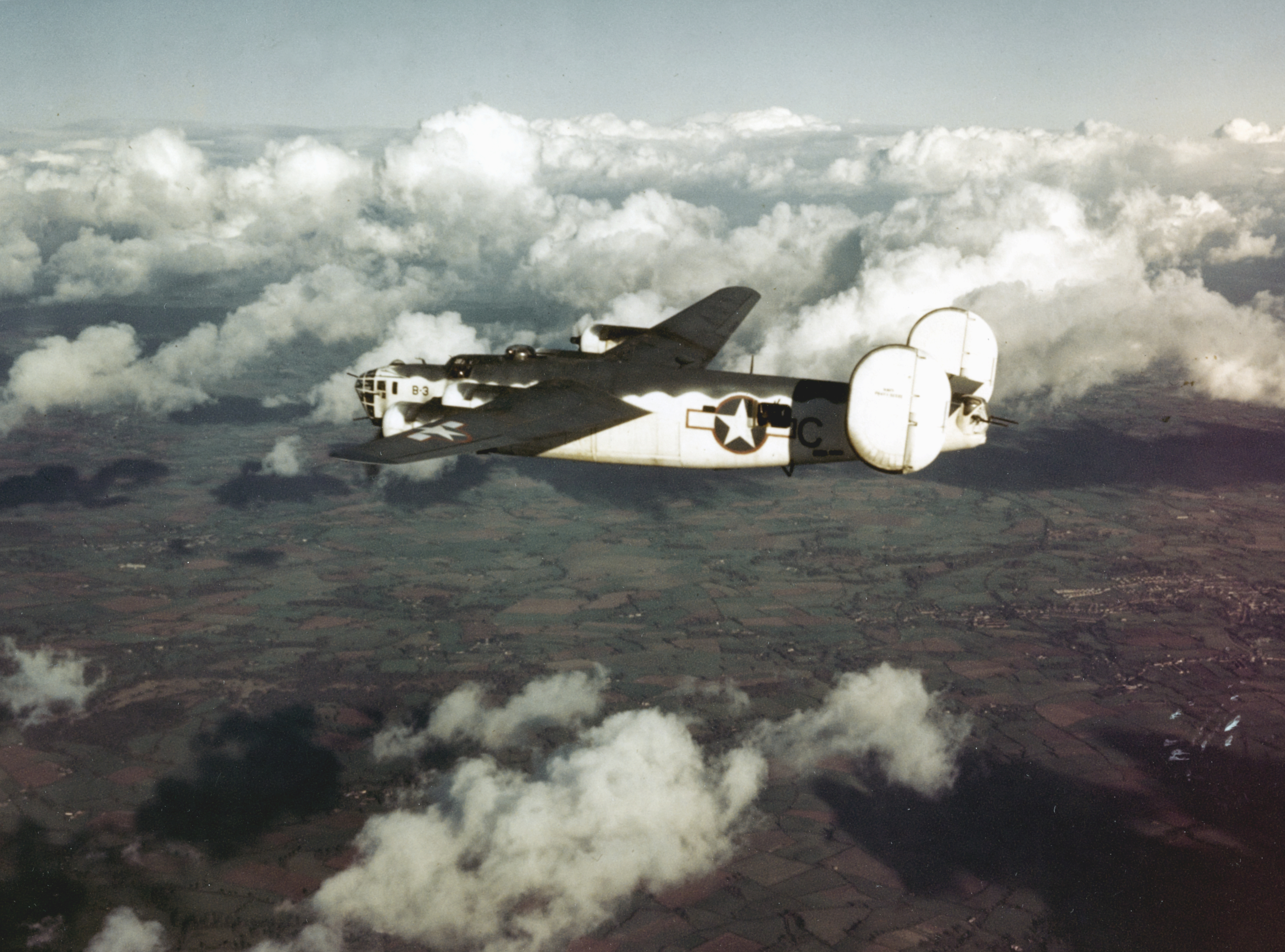
美國海軍的PB4Y-1

- PB4Y-1

美國海軍的B-24D
- PB4Y-2

單垂直尾翼的B-24

## 性能諸元（B-24J）
参考资料：Quest for Performance
基本信息

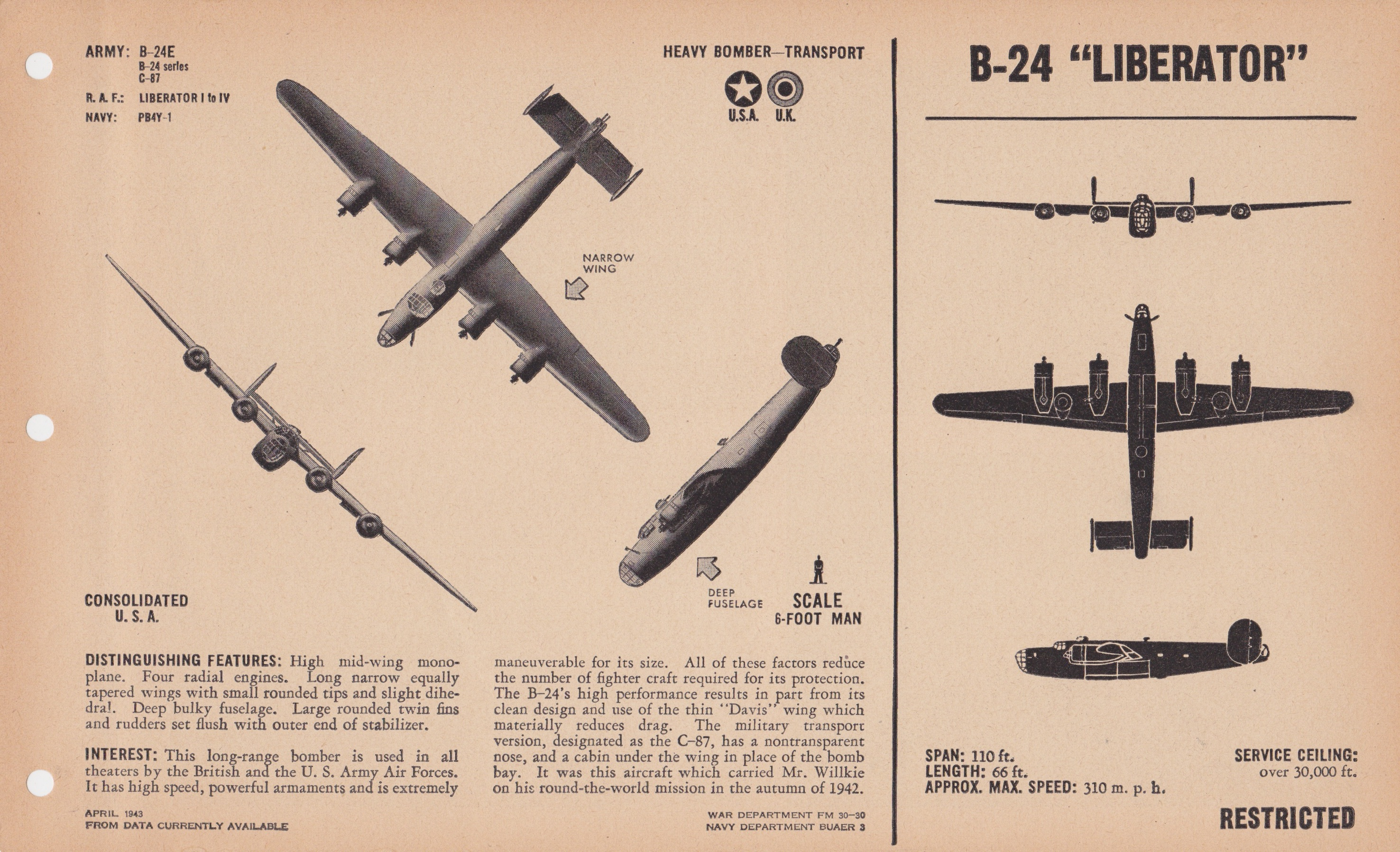

- 机组：7-10Zero-lift drag coefficient: 0.0406
- Drag area: 42.54 ft²（3.95 m²）
- Aspect ratio: 11.55

性能
- 升阻比：12.9

武器

- 機槍：10×.50英吋（12.7公釐）白朗寧M2重機槍於四門砲塔和兩門於機身中部
- 炸彈：
  - 短航程（約400英里）：8,000磅（3,600公斤）
  - 長航程（約800英里）：5,000磅（2,300公斤）
  - 極長航程（約1,200英里）：2,700磅（1,200公斤）

## 實戰

### 歐洲戰場

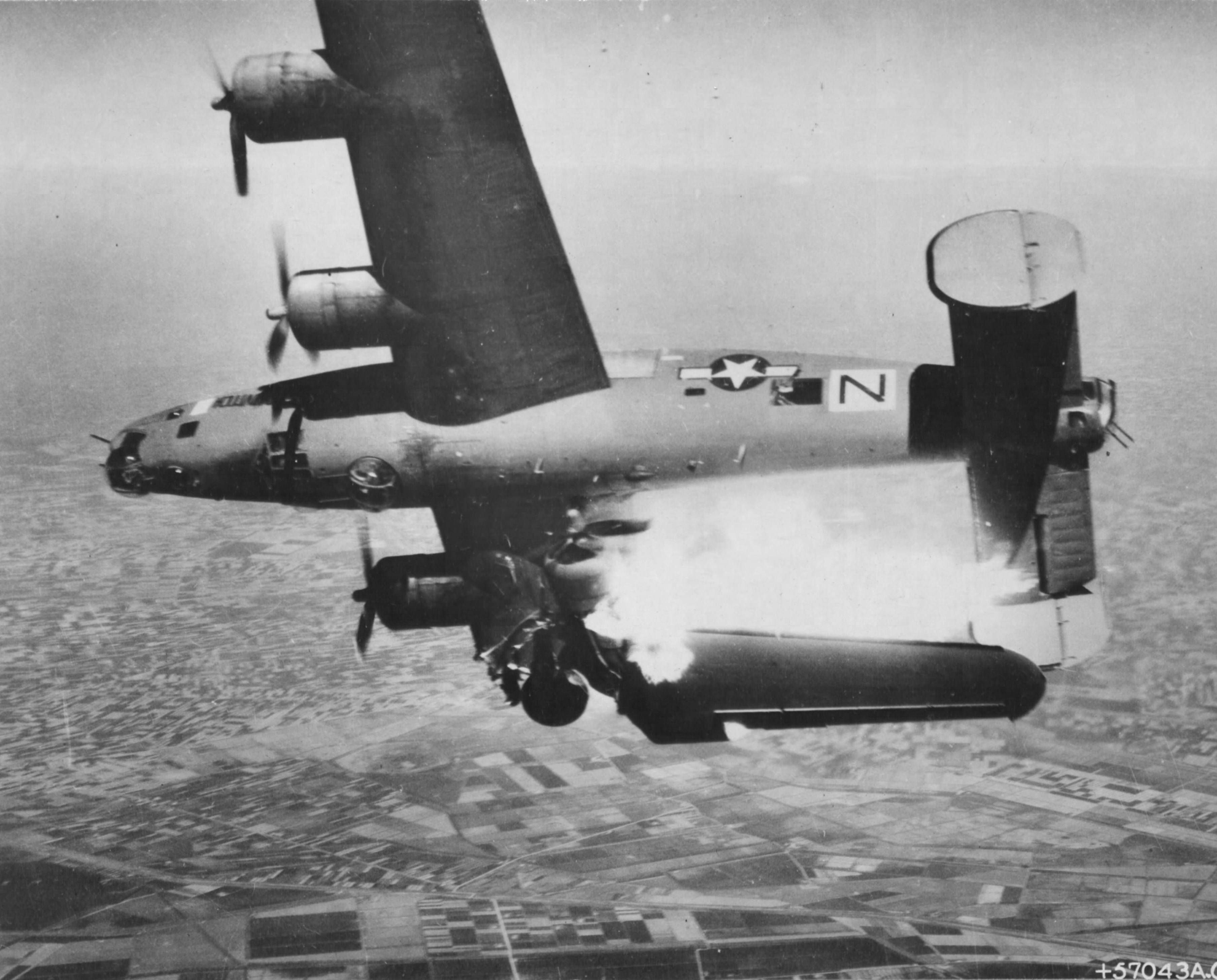
一架被德軍高射炮擊落的B-24

1942年6月11日和12日，美軍的13架B-24首次對羅馬尼亞境內的普洛什提油田進行轟炸，不過這次行動並不成功，1943年8月1日，美軍又出動183架B-24轟炸普洛什提油田，但因為採取低空飛行，加上導航錯誤，導致機群必須低空穿越德軍綿密的地面防空火網，是役一共遭到德軍擊落55架，當中有532人陣亡或被俘。

### 太平洋戰場
1943年中期，B-17就從太平洋戰區撤出，換上較遠航程和較大載彈量的B-24。

### 中國戰場

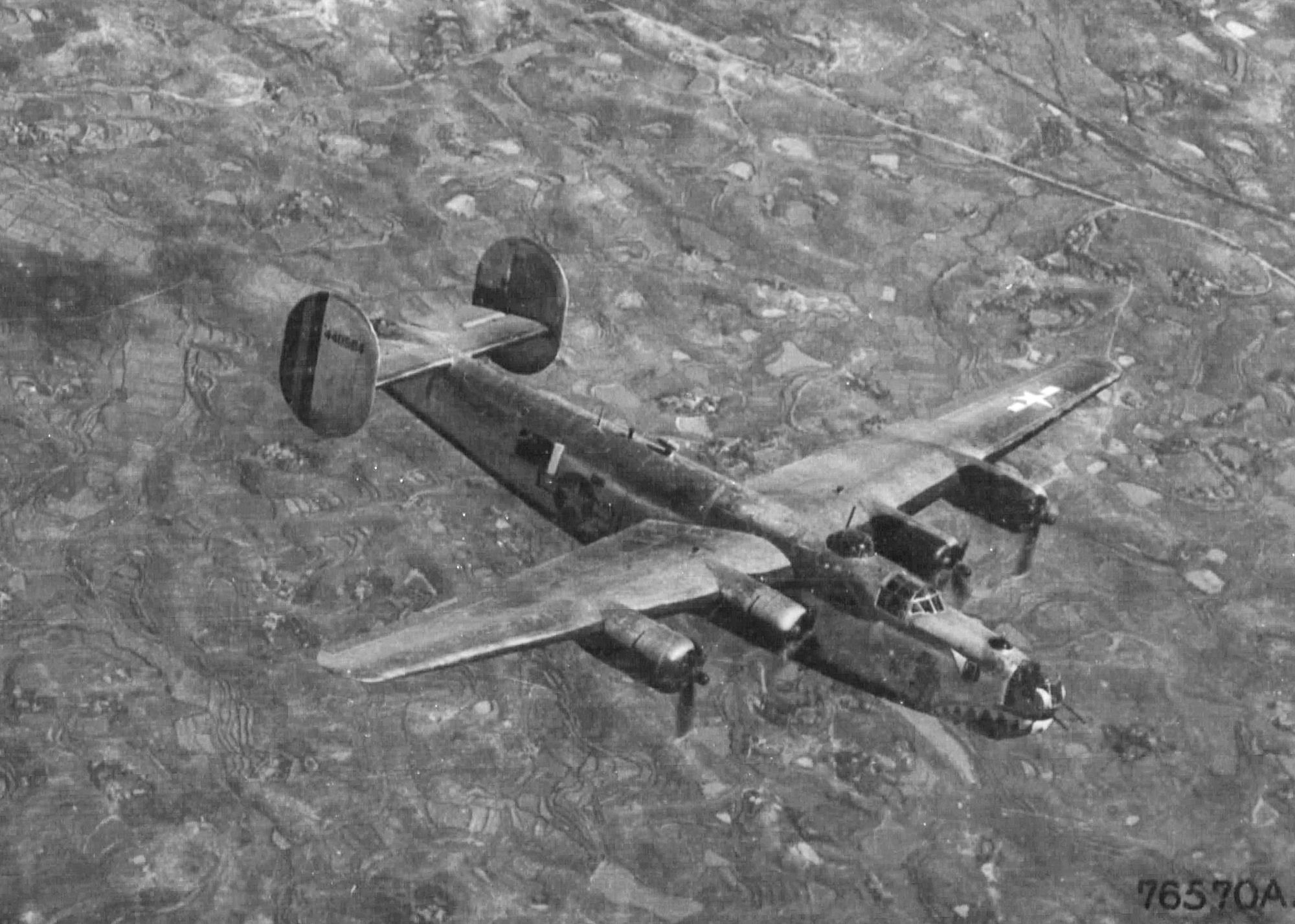
抗戰時飛翔於中國上空的B-24

B-24在中國戰場主要是美軍操作，1942年10月21日駐印度的美軍陸航轟炸機部隊進駐成都機場，執行轟炸河北省唐山開灤煤礦。
駐華空軍正式配備B-24是在第14航空隊成立後，美軍自美國本土抽調操作B-24D的第308重轟炸機大隊駐華，為中國戰場運用B-24轟炸機的主力部隊。該大隊下配備4個中隊（36偵照中隊，373、374、375轟炸機中隊），滿編狀態為40架轟炸機。在1943年10月308大隊曾一度返回印度換裝B-24M，在1944年初返回中國戰場直到抗戰勝利。除了308大隊，後續美軍另調派操作B-24D的第24戰術測繪中隊至中國戰場，但主要作為偵查運用，為派遣直接戰鬥任務。
中華民國空軍與B-24的交集始於1943年，在14航空隊成立後，美軍允諾提供部分B-24給國軍，且在1944年初曾將美軍原使用的B-24D移交國軍，但因為國內當時沒有完訓機組人員可以操作，這批B-24D最後在1944年8月歸還美軍。正式機組員由第八大隊抽調飛行機組人員與相關技工至美國進行訓練，這批換訓人員稱為八大隊30機組，顧名思義是最先要完成30組B-24轟炸機人員訓練。
1944年初，八大隊解編，軍委會原計畫運用在美國的換訓人員成立新的八大隊，隊長洪養孚，下轄33、34、35中隊，操作機種B-24M。飛機在1944年6月自美國飛回亞洲，7月至印度時，但國內對於八大隊相關指揮與給養給行政問題未談妥，導致機組人員在當地滯留10個月，無法對日作戰。至抗戰勝利後，美國才援引租借法案將這批B-24M移交給國軍，總數有37架，仍由八大隊操作，八大隊在1946年將駐地移至上海大場機場。
除了美軍軍援的B-24M，1946年8大隊令接收原美軍資產的3架C-87運輸機、1架C-109運油機，但在評估機械狀況後只留用2架C-87，2架拆解作為備料用。
國共內戰期間B-24部隊也多次投共，1946年6月26日35中隊飛官劉善本駕駛530號機飛往延安向中國共產黨投誠。8月2日國軍出動7架P-47與1架B-24將該機炸毀。1948年12月16日，中尉飛官俞勃、郝桂橋、陳九英，領航員周作舟、張祖禮等5人駕駛514號機自南京大教場機場起飛投共，原計畫利用飛機配備的炸彈轟炸南京總統府，但因投彈裝置故障故無成功，飛機後飛入河北石家莊，12月18日轉移至遼寧瀋陽，此投共事件導致八大隊隊長顧兆祥被撤職，隊長由楊湧濤接任。1949年2月3日，由張雨農、任永榮、黃永壽、黃文剛等飛行員駕駛編號不明的B-24M從上海大場機場起飛至北平機場投共。中國人民解放軍空軍後來操作的B-24M便為兩次投共的裝備，2架同型機皆在1952年除役。
國共內戰中，34中隊在1946年中秋節前配備3架B-24至北平協助華北作戰。1947年3月，14架B-24進駐陕西户县支援陝北戰役。1948年7、8月间，B-24机18架派赴山西省太原作战。1948年底徐蚌會戰期間，B-24主要駐地為南京與北平，由兩地穿梭支援華北戰場，掩護當時遭包圍的國軍部隊突圍。1949年2月25日，重慶號巡洋艦投共；八大隊首先在3月3日派遣4架B-24搜索行蹤，3月16日7架B-24进驻山东青岛机场，由陳嘉尚指揮搜索渤海灣，最終共派出9架B-24追擊，3月17日負責偵查的RF-38在煙台北方60海浬處發現，青島機場派出9架B-24未能尋獲。3月18日在葫蘆島尋獲，由4架B-24將其炸傷，3月19日將7架調派的B-24集中轟炸重創重慶號，3月20日再派出4架轟炸，逼使該艦在同日自沉。1949年5月，八大隊派出6架B-24在平津戰役棄守的北京南苑机场，隨後八大隊撤往臺灣。1949年7月開始執行轟炸南京、上海等任務，為1949年－1953年上海空戰早期國軍主力空襲機種。
1949年10月古寧頭戰役期間，八大隊調派12架B-24轟炸金門周遭的解放軍炮兵陣地，包括大小嶝岛、莲河、围头，孤立登陸金門的解放軍。
1950年代初，第八大隊剩餘的B-24一直作為轟炸華中與華南沿海城市的主力轟炸機，但是在蘇聯進駐上海協助防務後，八大隊的耗損開始趨重。最嚴重的損失是1950年5月11日為了摧毀進駐上海的米格-15戰鬥機部隊，大隊長李肇華領軍2架B-24進入江灣機場進行轟炸，但遭蘇聯設伏的高射炮攻擊，長機被擊落而僚機返航。由於美國在1950年恢復軍援後未同意補充B-24給空軍，空軍機隊妥善機逐漸耗盡，至1953年5月時，剩餘B-24因飛行損失4架，同年在接收PB4Y-2巡邏機後，B-24全數除役。

## 使用國家
- 美国
- 英国
- 加拿大
- 中華民國
  - 中華民國空軍
  - 黑蝙蝠中隊
- 中华人民共和国
- 印度
- 苏联
- 德国
- 巴西
- 波蘭
- 葡萄牙
- 南非
- 土耳其
- 義大利

## 外部連結
- 戡亂時期之美製B-24解放者式重轟炸機（页面存档备份，存于）
- B-24M“解放者”重型轟炸機
- 陸航重錘--聯合B-24“解放者”轟炸機（页面存档备份，存于）

## 資料來源
1. ↑  "Consolidated B-24 Liberator." （页面存档备份，存于） pacificwrecks.com. Retrieved: 16 June 2010.
2. ↑  Bhargava, Kapil, Group Captain（ret'd）. "Indian's Reclaimed B-24 Bombers." 的存檔，存档日期2009-12-12. bharat-rakshak.com. Retrieved: 16 June 2010.
3. ↑  Loftin, L.K. Jr. "Quest for Performance: The Evolution of Modern Aircraft." （页面存档备份，存于） NASA SP-468. Retrieved: 22 April 2006.
4. ↑  . 2015-05-20  [2024-11-15]. （原始内容存档于2022-12-07） （中文（臺灣））.